# Dagaktiv
Dagaktiv er når et dyr jager/finder føde om dagen i modsætningen til nataktive dyr.
| Dyr | Spire Denne artikel om dyr er en spire som bør udbygges. Du er velkommen til at hjælpe Wikipedia ved at udvide den. |